# André Jacob (résistant)
Pour les articles homonymes, voir André Jacob. Pour les autres personnes homonymes, voir Jacob.
André Étienne Albert Jacob, né le 14 avril 1909 à la Croix de Montfleury à Corenc en Isère, fils de Charles Jacob (qui fut professeur de géologie pendant 30 ans à la Sorbonne), est un polytechnicien, séminariste, militaire, pilote de la France libre, résistant français, Compagnon de la Libération, disparu lors d'un vol à bord du Bristol Blenheim N3623 en effectuant une mission de reconnaissance entre Douala et Libreville le 9 novembre 1940.
Il participa au premier bombardement des Forces aériennes françaises libres en juillet 1940.

## Biographie
Après l'obtention de son baccalauréat, il s'inscrit à la Faculté des sciences de Bordeaux et en 1928, après l'installation de sa famille à Paris, il est admis à l’École polytechnique . En octobre 1930, il entre comme sous-lieutenant à l'École militaire d'application de l'aéronautique à Versailles grâce au brevet civil de navigateur aérien obtenu pendant l'été 1930 avec sa fiancée Jean Marie Adèle Leydet.
Il est breveté observateur en 1931 et, en 1932, est promu lieutenant . Il quitte l’armée après trois années avec un contrat comme engagé volontaire en 1935. Il poursuit alors une carrière d'industriel et complète sa formation à la Faculté des sciences de Paris. Il effectue également des recherches personnelles en thermodynamique.
En 1937, il s'oriente vers le sacerdoce et entre au séminaire des Carmes.
Il est mobilisé comme lieutenant de réserve en septembre 1939 et affecté successivement au Groupe aérien d’observation 504 à Chartres puis au Groupe de reconnaissance 1/14 ou il est cité à l’ordre de la brigade aérienne. 
Après l'armistice du 22 juin 1940, il décide de rejoindre l’Angleterre et la France libre dès le 24 juin. Il est affecté au 149 Squadron de la Royal Air Force comme radio mitrailleur, il participe à bord d'un Vickers Wellington, avec le lieutenant Raymond Roques et le sergent Louis Marcel Marie Morel, au premier bombardement des Forces aériennes françaises libres (FAFL) en juillet 1940 (nuit du 15 au 16 ou 21 suivant les sources) au-dessus de la Ruhr,,.
Sa dernière affectation est le Groupe mixte de combat no 1, comme observateur, sous les ordres du lieutenant-colonel Lionel de Marmier. Le 9 novembre 1940, il quitte Douala à bord du Bristol Blenheim N3623 avec l'adjudant radio Yvon Tazzer et le sergent-chef pilote Jacques Le Guyader pour une mission de reconnaissance, il n'atteindra jamais Libreville. Sur sa fiche du secrétariat général pour l'administration, il est noté "mort au combat à Libreville le 9 novembre 1940, mention « Mort pour la France »".
Son nom est inscrit sur le monument commémoratif de l’École polytechnique situé dans la cour du ministère de la Recherche, 21 rue Descartes à Paris « À la gloire des polytechniciens morts pour la France ».
Le 21 juin 1941, il est fait un Compagnon de la Libération,, cette décoration n'a été remise qu'à 1038 personnes « pour de hauts-faits lors de la Libération de la France ».

## Décorations
- Compagnon de la Libération à titre posthume par décret du 21 juin 1941[4],[12]
- Croix de guerre 1939–1945  avec palme (à titre posthume)[13]